# FK Aktobe
FK Aktobe (kazašsky Ақтөбе Футбол Клубы) je kazašský fotbalový klub z města Aktobe. 

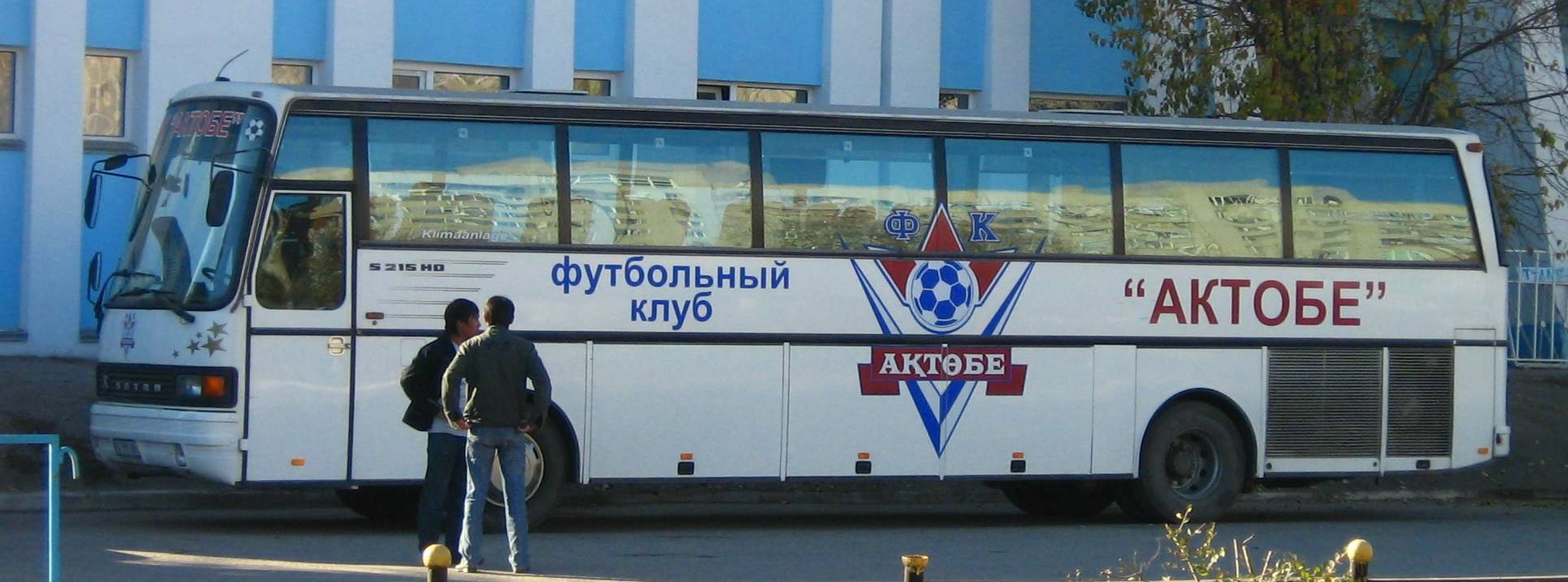
Klubový autobus

## Úspěchy
- Premjer Ligasy – 5× vítěz (2005, 2007, 2008, 2009, 2013)[1]
- Kazašský fotbalový pohár – 1× vítěz (2008)[2]
- Kazašský Superpohár – 2× vítěz (2008, 2010)

## Názvy klubu
- Akťubinec Aktobe (1967–1995)
- Aktobemunai Aktobe (1996)
- FK Aktobe (1997)
- FK Aktobe-Lento (2000–2004)
- FK Aktobe (2005–)